# Општина Гидиђени (Галац)
Гидиђени (рум. Ghidigeni) општина је у Румунији у округу Галац.
Oпштина се налази на надморској висини од 83 m.